# Immetalia hemigrapha
Immetalia hemigrapha är en fjärilsart som beskrevs av Jordan 1912. Immetalia hemigrapha ingår i släktet Immetalia och familjen nattflyn. Inga underarter finns listade i Catalogue of Life.